# Bataille d'Ankokuji
La bataille d'Ankoku-ji se déroule au cours de l'époque Sengoku, XVIe siècle de l'histoire du Japon. La rencontre est une bataille mineure qui a lieu après la chute de Fuyuko, à l'issue de laquelle Takato Yoritsugu s'est rendu aux forces Takeda. Par la suite, Itagaki Nobukata, vassal de Takeda Shingen, en finit personnellement avec Yoritsugu à Ankoku-ji.[pourquoi ?] Cependant, Takato Yorimune, plus jeune frère de Yoritsugu, trouve la mort au cours de cette bataille.

## Source de la traduction
- (en) Cet article est partiellement ou en totalité issu de l’article de Wikipédia en anglais intitulé « Battle of Ankokuji » (voir la liste des auteurs).